# Temporada 1996-1997 de la UE Figueres
La temporada 1996-1997 de la UE Figueres va arrencar el 4 d'agost de 1996 amb un amistós al camp del CE Agullana.
A la Copa del Rei, l'equip va caure en primera ronda contra el Terrassa FC.
La trajectòria a la lliga regular de Segona Divisió B va ser irregular, i a la jornada 25, després de quatre derrotes consecutives, la junta directiva va destituir l'entrenador Xavi Agustí. El secretari tècnic Albert Valentín es va fer càrrec de l'equip provisionalment, fins que al cap d'una setmana es va fitxar l'entrenador basc Peio Bengoetxea per la resta de la temporada. L'equip va anar de menys a més i es va situar en zona de promoció d'ascens quan faltaven tres jornades. A la darrera jornada, a Vilatenim, un gol de Pep Pagès va donar el bitllet per a la lligueta de play-off d'ascens a Segona Divisió A en l'empat a 1 gols contra el Yeclano Deportivo. El Figueres va quedar en quart lloc i va sumar, en total, 18 victòries, 9 empats i 11 derrotes, amb 57 gols a favor i 35 en contra.
A la lligueta de play-off d'ascens a Segona Divisió A, el Figueres no va tenir cap opció de pujar: va perdre 5 dels 6 partits, els darrers dos contra el Real Jaén, el campió del grup C que pujava a Segona A.

## Fets destacats
1996
- 4 d'agost: el Figueres disputa el primer partit amistós de la pretemporada, al camp del CE Agullana, amb victòria per 0 gols a 15.[1]
- 19 de setembre: El Figueres cau eliminat de la Copa del Rei a Vilatenim contra el Terrassa FC, a la tornada de la primera ronda.[2][3]
- 1 de setembre: primera jornada de lliga, a Vilatenim, contra el CF Gandia, amb victòria per 4 gols a 1.[11][12]

1997
- 17 de febrer: el club destitueix l'entrenador Xavi Agustí després de quatre derrotes consecutives en la lliga, la darrera a Paterna contra el València CF B.[4]
- 25 de febrer: el club fitxa l'entrenador Peio Bengoetxea pel que resta de temporada.[5]
- 18 de maig: últim partit de la lliga regular a Vilatenim contra el Yeclano Deportivo, en què el Figueres suma el punt necessari per classificar-se per a la lligueta de play-off d'ascens a Segona Divisió A.[7][6]
- 29 de juny: últim partit de la lligueta de play-off d'ascens a Segona Divisió A a l'Estadio de la Victoria de Jaén, amb derrota per 3 gols a 1.[10][9]

## Plantilla
| Núm. | Pos. |               | Jugador                                       | Procedència        | Temporada |
| ---- | ---- | ------------- | --------------------------------------------- | ------------------ | --------- |
|      | POR  | Catalunya     | Joaquim Ferrer Sala (Ferrer)                  | Real Murcia CF     | 1986-1987 |
|      | POR  | Catalunya     | Francesc Ruiz Valbuena (Rodri)                | CD Tortosa         | 1994-1995 |
|      | DEF  | Catalunya     | Joan Sagué Turón (Sagué)                      | Girona FC          | 1993-1994 |
|      | DEF  | Catalunya     | Carles Curós Hurtado (Curós)                  | UE Olot            | 1993-1994 |
|      | DEF  | Illes Balears | Miguel Ángel Salas Bestard (Salas)            | CE Atlètic Balears | 1994-1995 |
|      | DEF  | Catalunya     | Arnau Sala Descals (Arnau)                    | AEC Manlleu        | 1994-1995 |
|      | DEF  | Catalunya     | Jordi Codina Güell (Russet)                   | Vila-real CF       | 1995-1996 |
|      | DEF  | Aragó         | Raül Agné Montull (Agné)                      | Girona FC          | 1995-1996 |
|      | DEF  | País Basc     | Gorka Garagarza Fernández (Garagarza)         | Real Sociedad B    | 1995-1996 |
|      | DEF  | Catalunya     | Josep Santos Pastor (Santos)                  | juvenil            | 1996-1997 |
|      | MIG  | Catalunya     | Àngel Cortada Borràs (Cortada)                | Vilobí CF          | 1993-1994 |
|      | MIG  | Andalusia     | Manuel Muñoz Huertas (Muñoz)                  | Deportivo Alavés   | 1994-1995 |
|      | MIG  | Catalunya     | Jordi Condom Aulí (Condom)                    | Palamós CF         | 1995-1996 |
|      | MIG  | Catalunya     | Joan Ribera Masó (Nan)                        | Girona FC          | 1995-1996 |
|      | MIG  | Catalunya     | Josep Pagès Berga (Pagès)                     | FC Barcelona B     | 1996-1997 |
|      | MIG  | Andalusia     | Anselmo José Sanabria Cruz (Anselmo)          | RCD Mallorca       | 1996-1997 |
|      | MIG  | Navarra       | Marcos Vallejo Gil (Vallejo)                  | Real Unión         | 1996-1997 |
|      | DAV  | Catalunya     | Juli Sunyer Serrat (Juli)                     | AD Guíxols         | 1995-1996 |
|      | DAV  | País Valencià | Diego Ribera Ramírez (Diego)                  | València CF B      | 1996-1997 |
|      | DAV  | Cantàbria     | José Luis Peña Revilla (Peña)                 | Barakaldo CF       | 1996-1997 |
|      | DAV  | Navarra       | Miguel Ángel San Nazario Marcos (San Nazario) | CD Calahorra       | 1996-1997 |

Llegenda:  ·   Capità  ·   Juvenil  ·   Lesionat  ·   Altes  ·   Passaport europeu  ·   Extracomunitari  ·   Extracomunitari sense restricció
Altres jugadors utilitzats a la temporada: David Miranda Canet (juvenil), Xavier Arias Comamala (juvenil), Lluís Serra (juvenil), Alex Ripoll Redorta (CE Sabadell FC), Paolo Balla González (Montevideo Wanderers FC)
| Baixes                      | Destinació          |
| Jordi Melero Busquets       | Nàstic de Tarragona |
| Santiago Novella Vicente    | CF Badalona         |
| José Manuel Embela Pi       | Málaga CF           |
| Francesc Xavier Ramón Matas | UE Vilassar de Mar  |
| Jesús Ángel Conget Blasco   | UDA Gramenet        |
| Jon Remigio Cuyami Vaz      | CP Almería          |

## Resultats
| Amistosos |

| 4 agost 1996 | CE Agullana | 0 – 15        | UE Figueres | Agullana                           |  |
|              |             | El Punt Diari | 13' 23' 26' Ripoll · 15' Arnau · 25' Anselmo · 26' 43' 76' Peña · 52' 67' (p.) 75' 81' 88' Diego · 79' Rodri · 80' Salas | Camp de futbol municipal · Semis · |  |

| 8 agost 1996                           | RCD Espanyol B | 1 – 3         | UE Figueres               | Banyoles                                 |  |
| XXVIII Torneig de l'Estany - Semifinal | Torrecilla 17' | El Punt Diari | 11' 51' Diego · 79' Muñoz | Nou Municipal de Banyoles · Jordi Grau · |  |

| 15 agost 1996                      | CE Banyoles | 0 – 4         | UE Figueres                                | Banyoles                             |  |
| XXVIII Torneig de l'Estany - Final |             | El Punt Diari | 11' 17' Nan · 24' Diego · 44' (p.p.) Jaspe | Nou Municipal de Banyoles · Triola · |  |

| 17 agost 1996 | FC Vilamalla | 0 – 5         | UE Figueres                                    | Vilamalla                                   |  |
|               |              | El Punt Diari | 15' 18' 34' Diego · 30' San Nazario · 75' Peña | Camp de futbol municipal · Francisco Vera · |  |

| 18 agost 1996 | CF Peralada                   | 2 – 4         | UE Figueres                                      | Peralada                            |  |
|               | Montserrat 54' · Valverde 74' | El Punt Diari | 22' (p.) Peña · 32' Russet · 64' Diego · 72' Nan | Camp de futbol municipal · García · |  |

| 28 agost 1996 | UE Vilassar de Mar | 1 – 3         | UE Figueres                    | Vilassar de Mar                        |  |
|               | Morera 10'         | El Punt Diari | 19' Diego · 32' Nan · 53' Peña | Estadi Municipal Xevi Ramon · Arroyo · |  |

| Copa Catalunya |

| 11 agost 1996 | UE Caldes | 0 – 3         | UE Figueres              | Caldes de Malavella                                |  |
| Ronda prèvia  |           | El Punt Diari | 30' 63' Peña · 53' Muñoz | Camp de futbol municipal · 300 espectadors · Gil · |  |

| 24 agost 1996                               | CE Mataró | 0 – 1         | UE Figueres | Palamós                        |  |
| [Partit de 45 minuts] 1a ronda (triangular) | Aleñà 16' | El Punt Diari |             | Nou Estadi de Palamós · Sans · |  |

| 24 agost 1996                               | Palamós CF | 1 – 1         | UE Figueres | Palamós                             |  |
| [Partit de 45 minuts] 1a ronda (triangular) | Lay 31'    | El Punt Diari | 23' Vallejo | Nou Estadi de Palamós · Gutiérrez · |  |

| Copa del Rei |

| 11 setembre 1996 | Terrassa FC | 1 – 0                         | UE Figueres | Terrassa                                                                   |  |
| 1a ronda - Anada | Dasí 34'    | Mundo Deportivo El Punt Diari |             | Estadi Olímpic de Terrassa · 1.000 espectadors · Jesús Villanueva Angulo · |  |

| 19 setembre 1996   | UE Figueres | 0 – 1                         | Terrassa FC | Figueres                                                            |  |
| 1a ronda - Tornada |             | Mundo Deportivo El Punt Diari | 43' Chuli   | Municipal de Vilatenim · 800 espectadors · Abilio García Carreras · |  |

| Segona Divisió B-Grup 3 |

| 1 setembre 1996 | UE Figueres                          | 4 – 1           | CF Gandia  | Figueres                                              |  |
| Jornada 1       | Diego 51' 94' · Peña 67' · Salas 71' | Mundo Deportivo | 38' Marcos | Municipal de Vilatenim · Jesús José Granel Martínez · |  |

| 8 setembre 1996 | FC Andorra | 1 – 1           | UE Figueres | Andorra la Vella                            |  |
| Jornada 2       | Nano 51'   | Mundo Deportivo | 63' Diego   | Estadi Comunal · Carlos Gallardo Martínez · |  |

| 15 setembre 1996 | UDA Gramenet                | 2 – 1           | UE Figueres | Santa Coloma de Gramenet                                    |  |
| Jornada 3        | Curro Torres 45' · Dolz 71' | Mundo Deportivo | 2' Arnau    | Nou Camp Municipal de Santa Coloma · Emilio García Pulido · |  |

| 22 setembre 1996 | UE Figueres                     | 3 – 0           | CE L'Hospitalet | Figueres                                     |  |
| Jornada 4        | Diego 17' (p.) 72' · Condom 83' | Mundo Deportivo |                 | Municipal de Vilatenim · Tulio Tevar Muñoz · |  |

| 29 setembre 1996 | Real Murcia CF                        | 3 – 0           | UE Figueres | Múrcia                                           |  |
| Jornada 5        | Lima 42' · José Carlos 80' · Fran 87' | Mundo Deportivo |             | Estadi de La Condomina · Alfonso Pino Zamorano · |  |

| 6 octubre 1996 | UE Figueres | 0 – 0           | València CF B | Figueres                                               |  |
| Jornada 6      |             | Mundo Deportivo |               | Municipal de Vilatenim · Luis Miguel Martínez Terrén · |  |

| 13 octubre 1996 | Terrassa FC | 1 – 1           | UE Figueres | Terrassa                                             |  |
| Jornada 7       | Edu 78'     | Mundo Deportivo | 66' Salas   | Estadi Olímpic de Terrassa · José María Gil García · |  |

| 20 octubre 1996 | UE Figueres    | 1 – 0           | CE Sabadell FC | Figueres                                            |  |
| Jornada 8       | Diego 15' (p.) | Mundo Deportivo |                | Municipal de Vilatenim · Alberto Undiano Mallenco · |  |

| 27 octubre 1996 | UE Sant Andreu | 0 – 1           | UE Figueres | Barcelona                                         |  |
| Jornada 9       |                | Mundo Deportivo | 71' Arnau   | Municipal Narcís Sala · Javier Turienzo Álvarez · |  |

| 3 novembre 1996 | UE Figueres                          | 4 – 0           | CD Castelló | Figueres                                           |  |
| Jornada 10      | Salas 50' 63' · Diego 73' · Peña 87' | Mundo Deportivo |             | Municipal de Vilatenim · Carlos Delgado Ferreiro · |  |

| 10 novembre 1996 | Nàstic de Tarragona | 0 – 0           | UE Figueres | Tarragona                                                 |  |
| Jornada 11       |                     | Mundo Deportivo |             | Nou Estadi de Tarragona · Óscar Cruz San Martín Vergara · |  |

| 17 novembre 1996 | UE Figueres | 1 – 0           | CF Gavà | Figueres                                          |  |
| Jornada 12       | Salas 20'   | Mundo Deportivo |         | Municipal de Vilatenim · Juan Carlos Gil Oteiza · |  |

| 24 novembre 1996 | Elx CF      | 1 – 0           | UE Figueres | Elx                                                |  |
| Jornada 13       | Jiménez 45' | Mundo Deportivo |             | Estadi Martínez Valero · Carlos Velasco Carballo · |  |

| 1 desembre 1996 | UE Figueres            | 2 – 3           | AD Mar Menor     | Figueres                                               |  |
| Jornada 14      | Diego 11' · Condom 14' | Mundo Deportivo | 6' 23' 72' Jesús | Municipal de Vilatenim · José Vicente Carlos Codoñer · |  |

| 8 desembre 1996 | Llíria CF | 0 – 2           | UE Figueres         | Llíria                                            |  |
| Jornada 15      |           | Mundo Deportivo | 46' Salas · 92' Nan | Estadi El Canó · Diego Gabriel de Haro Malvarez · |  |

| 15 desembre 1996 | UE Figueres                                                       | 5 – 0           | AEC Manlleu | Figueres                                           |  |
| Jornada 16       | Nan 46' · Diego 56' (p.) · Anselmo 68' · Condom 76' · Vallejo 81' | Mundo Deportivo |             | Municipal de Vilatenim · Sergio Dueñas Rodríguez · |  |

| 22 desembre 1996 | RCD Espanyol B | 1 – 1           | UE Figueres | Barcelona                                        |  |
| Jornada 17       | Uceda 59' (p.) | Mundo Deportivo | 55' Diego   | Camp de La Caixa · Romualdo Caballero Herreros · |  |

| 5 gener 1997 | UE Figueres                 | 2 – 0           | Benidorm CF | Figueres                                         |  |
| Jornada 18   | Muñoz 55' · San Nazario 60' | Mundo Deportivo |             | Municipal de Vilatenim · Óscar Gauna Rodríguez · |  |

| 12 gener 1997 | Yeclano Deportivo | 1 – 2           | UE Figueres          | Iecla                                                 |  |
| Jornada 19    | Córcoles 35'      | Mundo Deportivo | 63' Peña · 68' Diego | Estadi La Constitución · José Luis García Domínguez · |  |

| 19 gener 1997 | CF Gandia                   | 2 – 0           | UE Figueres | Gandia                                                       |  |
| Jornada 20    | Ausiàs 37' · Raúl Bravo 65' | Mundo Deportivo |             | Estadi Guillermo Olagüe · Francisco Javier de Diego Pagola · |  |

| 22 gener 1997 | UE Figueres                           | 3 – 1           | FC Andorra | Figueres                                         |  |
| Jornada 21    | Nan 63' · Diego 71' · San Nazario 83' | Mundo Deportivo | 88' Macías | Municipal de Vilatenim · José María Gil García · |  |

| 26 gener 1997 | UE Figueres | 0 – 1           | UDA Gramenet | Figueres                                             |  |
| Jornada 22    |             | Mundo Deportivo | 16' Rodri    | Municipal de Vilatenim · Jesús Javier García Paños · |  |

| 2 febrer 1997 | CE L'Hospitalet                    | 3 – 1           | UE Figueres    | L'Hospitalet de Llobregat                           |  |
| Jornada 23    | Pau 25' · Peri 57' · Blanquera 80' | Mundo Deportivo | 10' (p.p.) Pau | Camp de futbol municipal · Guzmán Martínez Griñán · |  |

| 9 febrer 1997 | UE Figueres | 1 – 2           | Real Murcia CF                    | Figueres                                                    |  |
| Jornada 24    | Diego 61'   | Mundo Deportivo | 45' José Carlos · 72' Keizerweerd | Municipal de Vilatenim · Fernando Miguel Millán Domínguez · |  |

| 16 febrer 1997 | València CF B                   | 3 – 1           | UE Figueres | Paterna                                                   |  |
| Jornada 25     | Rubén Navarro 6' 14' · Jero 86' | Mundo Deportivo | 90' Diego   | Ciutat Esportiva de Paterna · Santiago José Gómez Gómez · |  |

| 23 febrer 1997 | UE Figueres                 | 3 – 1           | Terrassa FC  | Figueres                                          |  |
| Jornada 26     | Diego 15' · Cortada 46' 72' | Mundo Deportivo | 92' Guerrero | Municipal de Vilatenim · Abilio García Carreras · |  |

| 2 març 1997 | CE Sabadell FC | 1 – 4           | UE Figueres                                 | Sabadell                                      |  |
| Jornada 27  | Kiko 67'       | Mundo Deportivo | 10' Agné · 30' Condom · 56' Diego · 87' Nan | Nova Creu Alta · Ignacio Fernández Hinojosa · |  |

| 9 març 1997 | UE Figueres | 1 – 0           | UE Sant Andreu | Figueres                                                 |  |
| Jornada 28  | Diego 44'   | Mundo Deportivo |                | Municipal de Vilatenim · Óscar Cruz San Martín Vergara · |  |

| 16 març 1997 | CD Castelló           | 2 – 1           | UE Figueres    | Castelló de la Plana                        |  |
| Jornada 29   | Franch 37' · Paco 78' | Mundo Deportivo | 90' (p.) Diego | Nou Castàlia · José Luis García Domínguez · |  |

| 23 març 1997 | UE Figueres | 0 – 2           | Nàstic de Tarragona       | Figueres                                                    |  |
| Jornada 30   |             | Mundo Deportivo | 13' Olivas · 37' Preciado | Municipal de Vilatenim · Francisco Javier Pardo del Burgo · |  |

| 28 març 1997 | CF Gavà | 0 – 0           | UE Figueres | Gavà                                             |  |
| Jornada 31   |         | Mundo Deportivo |             | Estadi Municipal la Bòbila · Tulio Tevar Muñoz · |  |

| 6 abril 1997 | UE Figueres | 1 – 0           | Elx CF | Figueres                                          |  |
| Jornada 32   | Peña 7'     | Mundo Deportivo |        | Municipal de Vilatenim · Juan Armenta Fernández · |  |

| 13 abril 1997 | AD Mar Menor | 0 – 0           | UE Figueres | San Javier                                       |  |
| Jornada 33    |              | Mundo Deportivo |             | Estadi Pitín · Carlos Antonio Villalba Reneses · |  |

| 20 abril 1997 | UE Figueres                     | 4 – 0           | Llíria CF | Figueres                                       |  |
| Jornada 34    | Diego 64' 70' 73' · Anselmo 89' | Mundo Deportivo |           | Municipal de Vilatenim · Eusebio Sáez García · |  |

| 27 abril 1997 | AEC Manlleu | 0 – 2           | UE Figueres         | Manlleu                                                   |  |
| Jornada 35    |             | Mundo Deportivo | 1' Pagès · 5' Diego | Estadi Municipal de Manlleu · Jon Carlos Aguirre Huerga · |  |

| 4 maig 1997 | UE Figueres          | 2 – 2           | RCD Espanyol B          | Figueres                                         |  |
| Jornada 36  | Peña 46' · Diego 93' | Mundo Deportivo | 67' 86' (p.) Torrecilla | Municipal de Vilatenim · Antonio Gómez Fuentes · |  |

| 11 maig 1997 | Benidorm CF | 0 – 1           | UE Figueres | Benidorm                                                 |  |
| Jornada 37   |             | Mundo Deportivo | 87' Juli    | Estadi Municipal de Foietes · José Luis Herreros Hodar · |  |

| 18 maig 1997 | UE Figueres | 1 – 1           | Yeclano Deportivo | Figueres                                    |  |
| Jornada 38   | Pagès 17'   | Mundo Deportivo | 10' (p.) Oltra    | Municipal de Vilatenim · Jon Mesa Hurtado · |  |

| Segona Divisió B Lligueta d'ascens a Segona Divisió A - Grup C |

| 25 maig 1997 | Talavera CF                     | 2 – 0                         | UE Figueres | Talavera de la Reina                                             |  |
| Jornada 1    | Morilla 12' · Julio Engonga 76' | Mundo Deportivo El Punt Diari |             | Estadi El Prado · 2.500 espectadors · Rafael Ramírez Domínguez · |  |

| 1 juny 1997 | UE Figueres | 1 – 2                         | CD Aurrera           | Figueres                                                              |  |
| Jornada 2   | Salas 90'   | Mundo Deportivo El Punt Diari | 4' Jorge · 91' Julen | Municipal de Vilatenim · 1.800 espectadors · Abilio García Carreras · |  |

| 7 juny 1997 | CD Aurrera | 0 – 1                         | UE Figueres | Vitòria                                                                 |  |
| Jornada 3   |            | Mundo Deportivo El Punt Diari | 80' Pagès   | Estadi Olaranbe · 2.500 espectadors · Carlos Alberto Toledo Fernández · |  |

| 15 juny 1997 | UE Figueres | 1 – 2                         | Talavera CF              | Figueres                                                             |  |
| Jornada 4    | Nan 33'     | Mundo Deportivo El Punt Diari | 4' Borja · 94' (p.) Javi | Municipal de Vilatenim · 3.500 espectadors · José María Gil García · |  |

| 22 juny 1997 | UE Figueres | 0 – 1                        | Real Jaén CF | Figueres                                                                        |  |
| Jornada 5    |             | Mundo Deportivo El Punt Avui | 69' Rodri    | Municipal de Vilatenim · 2.500 espectadors · Francisco Javier Pardo del Burgo · |  |

| 29 juny 1997 | Real Jaén CF                               | 3 – 1                        | UE Figueres | Jaén                                                                      |  |
| Jornada 6    | Antonio 7' · Chumilla 52' (p.) · Ricky 77' | Mundo Deportivo El Punt Avui | 82' Anselmo | Estadio de la Victoria · 12.000 espectadors · Alexis Manuel Pérez Pérez · |  |

## Classificació

### Lliga regular
| Pos. | Equip               | J  | G  | E  | P  | GF | GC | DG  | pts. |
| --- | ------------------- | -- | -- | -- | -- | -- | -- | --- | ---- |
| 1r | Nàstic de Tarragona | 38 | 21 | 12 | 5  | 52 | 17 | +25 | 75   |
| 2n | Elx CF              | 38 | 20 | 9  | 9  | 54 | 38 | +16 | 69   |
| 3r | UDA Gramenet        | 38 | 18 | 12 | 8  | 40 | 31 | +9  | 66   |
| 4t | UE Figueres         | 38 | 18 | 9  | 11 | 57 | 35 | +22 | 63   |
| 5è | Terrassa FC         | 38 | 17 | 12 | 9  | 59 | 41 | +18 | 63   |
| 6è | FC Andorra          | 38 | 15 | 13 | 10 | 42 | 33 | +9  | 58   |
| 7è | CE L'Hospitalet     | 38 | 16 | 10 | 12 | 56 | 41 | +15 | 58   |
| 8è | RCD Espanyol B      | 38 | 15 | 12 | 11 | 52 | 34 | +18 | 57   |
| 9è | CD Castelló         | 38 | 16 | 6  | 16 | 45 | 41 | +4  | 54   |
| 10è | Yeclano Deportivo   | 38 | 13 | 15 | 10 | 39 | 32 | +7  | 54   |
| 11è | CE Sabadell FC      | 38 | 14 | 11 | 13 | 56 | 55 | +1  | 53   |
| 12è | CF Gavà             | 38 | 14 | 10 | 14 | 54 | 54 | 0   | 52   |
| 13è | Real Murcia CF      | 38 | 14 | 9  | 15 | 42 | 37 | +5  | 51   |
| 14è | València CF B       | 38 | 13 | 9  | 16 | 42 | 48 | -6  | 48   |
| 15è | CF Gandia           | 38 | 11 | 13 | 14 | 47 | 39 | +8  | 46   |
| 16è | AD Mar Menor        | 38 | 9  | 16 | 13 | 40 | 53 | -13 | 43   |
| 17è | AEC Manlleu         | 38 | 11 | 6  | 21 | 40 | 57 | -17 | 39   |
| 18è | Benidorm CF         | 38 | 8  | 12 | 18 | 30 | 53 | -23 | 36   |
| 19è | UE Sant Andreu      | 38 | 7  | 12 | 19 | 30 | 43 | -13 | 33   |
| 20è | Llíria CF           | 38 | 2  | 8  | 28 | 18 | 87 | -69 | 14   |
| En groc, els equips que disputaren la lligueta de promoció a Segona Divisió A, i en vermell, els que descendiren a Tercera Divisió. |                     |    |    |    |    |    |    |     |      |

### Lligueta d'ascens - grup C
| Pos.                                                   | Equip        | J | G | E | P | GF | GC | DG | pts. |
| ------------------------------------------------------ | ------------ | - | - | - | - | -- | -- | -- | ---- |
| 1r                                                     | Real Jaén CF | 6 | 5 | 1 | 0 | 11 | 2  | +9 | 16   |
| 2n                                                     | Talavera CF  | 6 | 2 | 2 | 2 | 6  | 9  | -3 | 8    |
| 3r                                                     | CD Aurrera   | 6 | 2 | 1 | 2 | 7  | 7  | 0  | 7    |
| 4t                                                     | UE Figueres  | 6 | 1 | 0 | 5 | 4  | 10 | -6 | 3    |
| En verd, els equips que ascendiren a Segona Divisió A. |              |   |   |   |   |    |    |    |      |

## Estadístiques individuals
| Jugador                         | P. | T. | S. | M.   | G. | TG | TV |
| ------------------------------- | -- | -- | -- | ---- | -- | -- | -- |
| Francisco Ruiz Valbuena Rodri   | 37 | 37 | 0  | 3330 | 0  | 0  | 0  |
| Joaquim Ferrer Sala             | 1  | 0  | 1  | 90   | 0  | 0  | 0  |
| Joan Sagué Turón                | 33 | 33 | 0  | 2941 | 0  | 11 | 2  |
| Arnau Sala Descals              | 26 | 24 | 2  | 2002 | 2  | 9  | 1  |
| Miguel Ángel Salas Bestard      | 34 | 34 | 0  | 3039 | 6  | 12 | 1  |
| Gorka Garagarza Fernández       | 33 | 33 | 0  | 2864 | 0  | 13 | 2  |
| Raül Agné Montull               | 30 | 27 | 3  | 2146 | 1  | 10 | 1  |
| Carles Curós Hurtado            | 19 | 14 | 5  | 1252 | 0  | 2  | 0  |
| Jordi Codina Güell Russet       | 19 | 7  | 12 | 778  | 0  | 2  | 0  |
| Josep Santos Pastor             | 9  | 9  | 0  | 794  | 0  | 2  | 0  |
| Jordi Condom Aulí               | 35 | 31 | 4  | 2620 | 4  | 2  | 0  |
| Nan Ribera Masó                 | 29 | 22 | 7  | 1963 | 4  | 2  | 0  |
| Manuel Muñoz Huertas            | 24 | 22 | 2  | 1737 | 1  | 3  | 0  |
| Anselmo José Sanabria Cruz      | 23 | 17 | 6  | 1346 | 2  | 5  | 1  |
| Marcos Vallejo Gil              | 26 | 13 | 13 | 1369 | 1  | 9  | 1  |
| Àngel Cortada Borràs            | 20 | 8  | 12 | 1013 | 2  | 4  | 0  |
| Josep Pagès Berga               | 5  | 5  | 0  | 450  | 2  | 0  | 0  |
| Diego Ribera Ramírez            | 37 | 36 | 1  | 3100 | 23 | 7  | 0  |
| José Luis Peña Revilla          | 37 | 29 | 8  | 2457 | 5  | 4  | 1  |
| Miguel Ángel San Nazario Marcos | 32 | 8  | 24 | 1277 | 2  | 2  | 0  |
| Juli Sunyer Serrat              | 16 | 8  | 8  | 804  | 1  | 0  | 0  |